# Zabytek archeologiczny

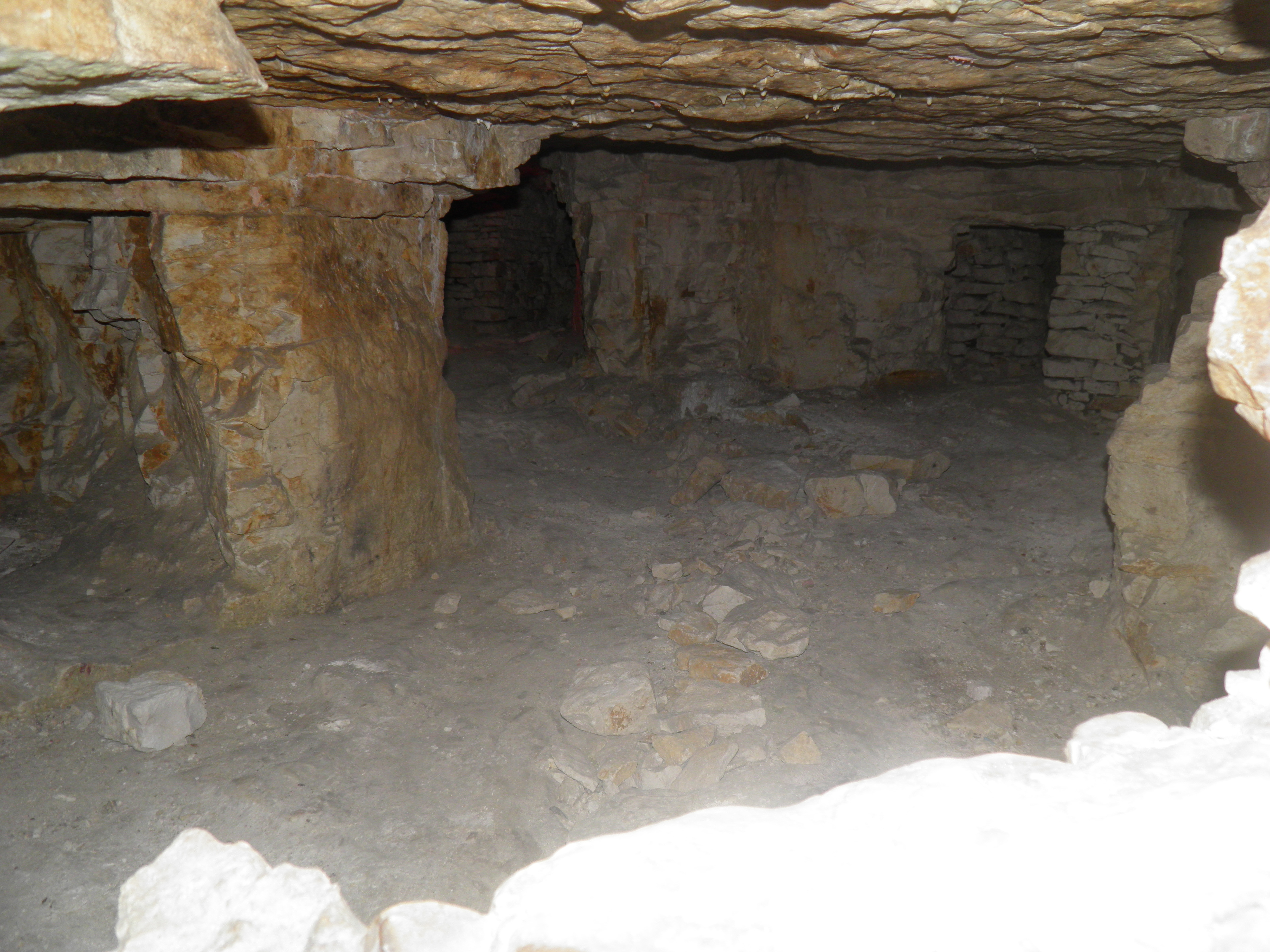
Rezerwat archeologiczny Krzemionki

Zabytek archeologiczny – polski zabytek nieruchomy bądź ruchomy (zob. ochrona zabytków w Polsce), stanowisko archeologiczne odnotowywane w rejestrze zabytków, w księdze-kategorii C.
Według ustawowej definicji jest to: zabytek nieruchomy, będący powierzchniową, podziemną lub podwodną pozostałością egzystencji i działalności człowieka, złożoną z nawarstwień kulturowych i znajdujących się w nich wytworów bądź ich śladów albo zabytek ruchomy, będący tym wytworem.
W Krajowej Ewidencji Zabytków Archeologicznych znajduje się ok. 500 000 stanowisk archeologicznych (stan na 2019 rok), z czego 7086 to nieruchome zabytki archeologiczne (stan na 12 stycznia 2022). Główne rodzaje nieruchomych zabytków archeologicznych to: grodziska, osady i obozowiska, cmentarzyska i miejsca produkcji surowca.  
Zabytki archeologiczne bywają udostępnione dla zwiedzających w formie rezerwatów archeologicznych. 